# Geoff Masters
Geoff Masters (Brisbane, 19 de setembro de 1950) é um ex-tenista profissional australiano.

## Duplas (23 títulos)
| Posição | N.  | Data | Torneio                                               | Piso     | Parceiro         | Oponentes                                 | Placar                  |
| ------- | --- | ---- | ----------------------------------------------------- | -------- | ---------------- | ----------------------------------------- | ----------------------- |
| Vice    | 1.  | 1972 | Australian Open                                       | Grama    | Ross Case        | Owen Davidson Ken Rosewall                | 6–3, 6–7, 3–6           |
| Vice    | 2.  | 1972 | Kitzbühel, Áustria                                    | Saibro   | Mal Anderson     | Jurgen Fassbender Hans-Jürgen Pohmann     | 6–7, 4–6, 4–6           |
| Campeão | 1.  | 1972 | Seattle                                               | Duro     | Ross Case        | Jean-Baptiste Chanfreau Wanaro N'Godrella | 4–6, 7–6, 6–4           |
| Campeão | 2.  | 1972 | Brisbane                                              | Duro     | Ross Case        | Georges Goven Wanaro N'Godrella           | 6–2, 6–7, 6–2, 7–6      |
| Vice    | 3.  | 1973 | Roma                                                  | Saibro   | Ross Case        | John Newcombe Tom Okker                   | 2–6, 3–6, 4–6           |
| Campeão | 3.  | 1973 | Washington                                            | Saibro   | Ross Case        | Dick Crealy Andrew Pattison               | 2–6, 6–1, 6–4           |
| Vice    | 4.  | 1973 | Teerã                                                 | Saibro   | Ross Case        | Rod Laver John Newcombe                   | 6–7, 2–6                |
| Campeão | 4.  | 1974 | Australian Open                                       | Grama    | Ross Case        | Syd Ball Bob Giltinan                     | 6–7, 6–3, 6–4           |
| Vice    | 5.  | 1974 | Hempstead, EUA                                        | Duro     | Ross Case        | Jeff Borowiak Dick Crealy                 | 7–6, 4–6, 4–6           |
| Vice    | 6.  | 1974 | St. Louis                                             | Saibro   | Ross Case        | Ismail El Shafei Brian Fairlie            | 6–7, 7–6, 6–7           |
| Campeão | 5.  | 1974 | Los Angeles                                           | Duro     | Ross Case        | Brian Gottfried Raúl Ramírez              | 6–3, 6–2                |
| Campeão | 6.  | 1974 | Sydney Indoor, Australia                              | Duro (i) | Ross Case        | John Newcombe Tony Roche                  | 6–4, 6–4                |
| Campeão | 7.  | 1975 | São Paulo                                             | Carpete  | Ross Case        | Brian Gottfried Raúl Ramírez              | 6–7, 7–6, 7–6           |
| Campeão | 8.  | 1975 | Caracas WCT                                           | Duro     | Ross Case        | Brian Gottfried Raúl Ramírez              | 7–5, 4–6, 6–2           |
| Vice    | 7.  | 1975 | St. Louis                                             | Saibro   | Ross Case        | Colin Dibley Ray Ruffels                  | 4–6, 4–6                |
| Campeão | 9.  | 1975 | Melbourne Indoor                                      | Grama    | Ross Case        | Brian Gottfried Raúl Ramírez              | 6–4, 6–0                |
| Vice    | 8.  | 1975 | Sydney Indoor, Australia                              | Duro (i) | Ross Case        | Brian Gottfried Raúl Ramírez              | 4–6, 2–6                |
| Vice    | 9.  | 1975 | Perth Indoor Tennis Tournament, Australia             | Duro     | Ross Case        | Brian Gottfried Raúl Ramírez              | 6–2, 4–6, 4–6, 0–6      |
| Campeão | 10. | 1975 | Philippine International Tennis Tournament, Filipinas | Duro     | Ross Case        | Syd Ball Kim Warwick                      | 6–1, 6–2                |
| Vice    | 10. | 1976 | Australian Open                                       | Grama    | Ross Case        | John Newcombe Tony Roche                  | 6–7, 4–6                |
| Vice    | 11. | 1976 | Monterrey WCT, México                                 | Carpete  | Ross Case        | Brian Gottfried Raúl Ramírez              | 2–6, 6–4, 3–6           |
| Vice    | 12. | 1976 | Jackson WCT, EUA                                      | Carpete  | Ross Case        | Brian Gottfried Raúl Ramírez              | 5–7, 6–4, 0–6           |
| Campeão | 11. | 1976 | São Paulo WCT, Brasil                                 | Carpete  | Ross Case        | Charlie Pasarell Allan Stone              | 7–5, 6–1                |
| Vice    | 13. | 1976 | Roma                                                  | Saibro   | John Newcombe    | Brian Gottfried Raúl Ramírez              | 6–7, 7–5, 3–6, 6–3, 3–6 |
| Vice    | 14. | 1976 | Wimbledon                                             | Grama    | Ross Case        | Owen Davidson Ken Rosewall                | 6–3, 3–6, 6–8, 6–2, 5–7 |
| Campeão | 12. | 1976 | Philippine International Tennis Tournament, Filipinas | Duro     | Ross Case        | Anand Amritraj Corrado Barazzutti         | 6–0, 6–1                |
| Vice    | 15. | 1977 | San Jose                                              | Carpete  | Tom Gorman       | Bob Hewitt Frew McMillan                  | 2–6, 3–6                |
| Campeão | 13. | 1977 | Denver                                                | Carpete  | Colin Dibley     | Syd Ball Kim Warwick                      | 6–2, 6–3                |
| Campeão | 14. | 1977 | Wimbledon                                             | Grama    | Ross Case        | John Alexander Phil Dent                  | 6–3, 6–4, 3–6, 8–9, 6–4 |
| Vice    | 16. | 1977 | Sydney Indoor, Australia                              | Duro (i) | Ross Case        | John Newcombe Tony Roche                  | 7–6, 3–6, 1–6           |
| Campeão | 15. | 1977 | Tokyo Outdoor, Japão                                  | Saibro   | Kim Warwick      | Colin Dibley Chris Kachel                 | 6–2, 7–6                |
| Campeão | 16. | 1978 | Sarasota, EUA                                         | Carpete  | Colin Dowdeswell | Byron Bertram Bernard Mitton              | 2–6, 6–3, 6–2           |
| Campeão | 17. | 1978 | Little Rock                                           | Carpete  | Colin Dibley     | Tim Gullikson Tom Gullikson               | 7–6, 6–3                |
| Campeão | 18. | 1978 | Dayton                                                | Carpete  | Brian Gottfried  | Hank Pfister Butch Walts                  | 6–3, 6–4                |
| Vice    | 17. | 1978 | Johannesburg                                          | Duro     | Colin Dibley     | Bob Hewitt Frew McMillan                  | 5–7, 6–7                |
| Campeão | 19. | 1978 | Tokyo Outdoor, Japão                                  | Saibro   | Ross Case        | Željko Franulović Buster Mottram          | 6–2, 4–6, 6–1           |
| Campeão | 20. | 1978 | Tokyo Indoor, Japão                                   | Carpete  | Ross Case        | Pat Du Pré Tom Gorman                     | 6–3, 6–4                |
| Vice    | 18. | 1979 | Houston                                               | Saibro   | John Alexander   | Gene Mayer Sherwood Stewart               | 1–6, 7–5, 4–6           |
| Campeão | 21. | 1979 | Brisbane                                              | Grama    | Ross Case        | John James Chris Kachel                   | 7–6, 6–2                |
| Campeão | 22. | 1980 | Dayton                                                | Carpete  | Wojtek Fibak     | Fritz Buehning Fred McNair                | 6–4, 6–4                |
| Campeão | 23. | 1980 | Queen's Club Championships, Reino Unido               | Grama    | Rod Frawley      | Paul McNamee Sherwood Stewart             | 6–2, 4–6, 11–9          |